# John Lohff
John Lohff (født 16. december 1950 i Tirstrup) er oberstløjtnant af reserven og var regionsrådsmedlem i Region Syddanmark for konservative indtil 2018. Han er nu partner og hovedaktionær i et headhunterselskab.
John Lohff er uddannet officer (A-linjen, Hærens Officersskole 1975) og exam.art.psych. (Aalborg Universitet 1993). Han blev i 2009 ridder af Dannebrogordenen.